# Yael Naim
Yael Naim (hebr. יעל נעים, trb. Ja’el Na’im; ur. 6 lutego 1978 w Paryżu) – izraelsko-francuska piosenkarka, autorka piosenek i tekstów.

## Życiorys
Urodziła się w Paryżu  6 lutego 1978 roku w rodzinie sefardyjczyków. Kiedy miała 4 lata, jej rodzina przeprowadziła się do Izraela – zamieszkali w Ramat ha-Szaron, niedaleko Tel Awiwu, gdzie spędziła dzieciństwo. Odbyła służbę wojskową jako solistka w Orkiestrze Sił Powietrznych Izraela. Rozpoczęła karierę wokalistki rolą Miriam, starszej siostry Mojżesza (Daniel Lévi) w musicalu Dziesięć przykazań (Les Dix Commandements, 2000–2002), gdzie wykonała piosenkę „Oh Moïse” w duecie z Pédro Alvèsem (Aaron), „Mais tu t'en vas”, „C'est ma volonté” i pieśń finałową „L’envie d’aimer”.
Jej pierwszy album solowy pt. In a Man’s Womb (nagrany w Los Angeles w Kalifornii z udziałem artysty Kamila Rustama) został wydany w 2001 r. Zaśpiewała także piosenkę „You Disappear” autorstwa Bruno Coulais w filmie Harrison's Flowers reżyserii Elie Chouraqui. W początkowym okresie kariery znana była po prostu jako Yaël. Zaśpiewała również w duecie z Din Din Aviv znanym jako Mashmauyot.
Następnie współpracowała z perkusistą Davidem Donatienem. W ciągu dwóch lat wykonali aranżacje i nagrania 13 piosenek z wokalem Naim, w studio nagraniowym w jej mieszkaniu w Paryżu. Jej drugi album pt. Yael Naim ukazał się 22 października 2007 nakładem wytwórni Tôt ou tard. Naim zaśpiewała na nim piosenki po francusku, angielsku i hebrajsku, zaskarbiając sobie wysokie uznanie recenzentów. Album zadebiutował na francuskiej liście przebojów na 11. miejscu, ledwie tydzień po wydaniu. Styl muzyki opisano w recenzjach jako powiew folku i jazzu, z tajemniczymi, nastrojowymi słowami, zaśpiewanymi delikatnym i, ewidentnie zamierzonym, nieco chropawym głosem.
W styczniu 2008 r. Apple Inc. użyło jej piosenkę „New Soul” w reklamie-debiucie najnowszego i najcieńszego laptopa na rynku, szeroko promowanego MacBooka Air (CEO Steve Jobs sam wybrał właśnie ten utwór na debiut promocji tego sprzętu), co zaskutkowało niemal natychmiastową renomą tego singla. Z uwagi na wysoką sprzedaż wersji cyfrowej w sieci w USA, piosenka zadebiutowała na liście Billboard Hot 100 16 lutego 2008 na 9. pozycji, stając się pierwszym przebojem Naim w pierwszej dziesiątce singli w Stanach Zjednoczonych, czyniąc Naim pierwszą izraelską artystką solową z takowym osiągnięciem. Piosenka dotarła do 7. pozycji w najwyższym swoim notowaniu.
5 lutego 2008 jej piosenka „Far Far” z albumu Yael Naim została udostępniona gratis w sklepie internetowym iTunes Music Store.
21 marca 2008 artystka, wraz z Davidem Donatienem, uczestniczyła w radiowym ogólnokrajowym (i internetowym) wywiadzie przeprowadzonym przez National Public Radio w USA m.in. na temat jej uznania, uzyskanego na podstawie słynnej już reklamy telewizyjnej (nadal dostępnej na stronie internetowej Apple Inc.). 27 marca album Yael Naim zadebiutował na 55. pozycji na liście American Billboard Charts.

## Dyskografia

### Albumy
- 2001: In a Man’s Womb
- 2007: Yael Naim (USA #55)
- 2010: She Was a Boy
- 2015: Older

### Single
- 2007: „Toxic”
- 2008: „New Soul” (US #7, UK #36, AUS #29, EU #5)
- 2008: „Too Long”
- 2009: „Far Far”
- 2009: Lonely
- 2008: Endless Song Of Happiness
- 2009: Paris

## Nagrody
- 2008: Yael Naim, World music album of the year 2008.